# Hot Gossip
Gli Hot Gossip sono un gruppo Indie Rock Italiano fondato a Milano nel 2004. Nasce dall'unione delle esperienze di Giulio Calvino, di Luca Fontaneto e Nicola Zenone. Calvino usciva da un'esperienza da cantante/chitarrista dei Candies, con i quali aveva pubblicato due album Living Our Homes e Dense Waves Make Your Eyes Wider, durante la realizzazioni dei quali spiccano collaborazioni con artisti quali John Convertino dei Calexico e Kevin Branstetter dei Trumans Water; mentre Fontaneto e Zenone uscivano dall'esperienza coi The Fog in The Shell, rispettivamente da batterista e bassista.
Cominciano a collaborare subito con la Ghost Records con la quale pubblicano nel 2005 il loro primo singolo Stab City registrato e prodotto da Giulio Favero (ex One Dimensional Man) presso lo studio di registrazione La Sauna di Varano Borghi. Il singolo è in realtà una vera e propria presentazione della band che con tre canzoni fanno conoscere i loro suoni che sono forti e vivaci e rievocano i Brainiac e The Strokes.
Il 10 aprile 2006 vede la pubblicazione del loro primo album Angles (Ghost Records/Audioglobe che riscuote discreto successo, tanto che la traccia Haarp è presente nella compilation Keep An Open Mind Or Else pubblicata dall'etichetta giapponese Rallye. La traccia Real Mess viene pubblicata invece nella compilation Talitres Is Five pubblicata dalla francese Taliters in occasione del suo 5 anni di attività.
Nel settembre 2006 Sergio Maggioni (ex chitarrista nei puntoG) sostituisce Nicola Zenone che chiude così la sua esperienza con i PuntoG.
Il 2007 è un anno itinerante per la band che si sposta e si esibisce per tutta Europa toccando il festival Eurosonic (11 gennaio Groninga, Paesi Bassi), la fiera internazionale di Popkomm (20 settembre Berlino) presso il club NBI e all'evento itinerante This Is Wanted (organizzato da Wrangler, con la partnership dell'etichetta discografica Ghost Records) che ha fatto tappa in Spagna a Barcellona, in Norvegia a Stoccolma e in Italia a Milano, dove l'evento This Is Wanted è stato ospitato all'interno di una tre giorni di arte, design, cinema e musica in piazza del Cannone.
I jeans portano bene agli Hot Gossip che dopo alla partecipazione all'evento organizzato da Wrangler partecipano all'evento Lee Rocks, che raduna a Milano artisti e band del panorama alternative-rock Europeo.
Compaiono nella colonna sonora di Non pensarci con il brano Real Mess (dall'album Angels).
Nel maggio del 2008 interpretano loro stessi nel film Gli Ultimi della Classe, commedia che racconta le storie quotidiane di un liceo classico di una piccola cittadina di provincia e dei suoi studenti.
Nel 2008 seguo altre esibizioni live e a fine anche la separazione con Luca Fontanedo, che viene sostituito da Giacomo Zatti.
Nel marzo 2009 esce You Look Faster When You Are Young. Ad ottobre dello stesso anno firmano il brano Tutto questo scorre contenuto nell'album Sulla mia pelle di Noemi.

## Discografia
- 2006 Angles (Ghost Records)
- 2009 You Look Faster When You Are Young (Ghost Records)
- 2012 Hopeless (Foolica Records)

## Siti correlati
- Hot Gossip su Myspace
- Video di Real Mess, su youtube.com.
- Video La Mort, su youtube.com.

| Controllo di autorità | VIAF (EN) 132152696 |